# Dipartimento di Pool
Il dipartimento di Pool (in francese: département du Pool) è uno dei 10 dipartimenti della Repubblica del Congo. Situato nella parte sud-orientale del paese, ha per capoluogo Kinkala.
Confina a nord col dipartimento degli Altopiani, a est e a sud con la Repubblica Democratica del Congo e con il distretto di Brazzaville, a sud-ovest col dipartimento di Bouenza e a nord-ovest con quello di Lékoumou.

## Suddivisioni
Il dipartimento è suddiviso in 13 distretti:
- Kinkala
- Boko
- Mindouli
- Kindamba
- Goma Tsé-Tsé
- Mayama
- Ngabé
- Mbanza-Ndounga
- Louingui
- Loumo
- Ignié
- Vindza
- Kimba